# HD223967
HD223967 — хімічно пекулярна зоря спектрального класу B9, що має видиму зоряну величину в смузі V приблизно  7,1.
Вона  розташована на відстані близько 602,9 світлових років від Сонця.

## Фізичні характеристики
Телескоп Гіппаркос зареєстрував фотометричну змінність  даної зорі з періодом    1,28 доби в межах від  Hmin= 7,07 до  Hmax= 7,02.

## Пекулярний хімічний склад
Зоряна атмосфера HD223967 має підвищений вміст 
Si
.